# Herrschaft Bilstein
Die Herrschaft Bilstein war eine dynastische Herrschaft mit weitläufigem Besitz im Gebiet der heutigen Bundesländer Hessen und Thüringen.

## Geschichte

### Die Grafen Wigger
Ihr Beginn wird mit dem Grafen Wigger I. vermutet, der urkundlich seit 967 und bis 981 über ausgedehnte Grafschaftsrechte und Grundbesitz in der Germarmark an der mittleren Werra (Raum Frieda und Eschwege), am Hainich (Bad Langensalza, Schlotheim, Mühlhausen und Oberdorla) und im Obereichsfeld verfügte. Wigger(us) stiftete 987 die erste Kirche in Dorla.
Der Streubesitz der Grafen Wigger erstreckte sich über Dornburg an der Saale bis in den Raum Zeitz, wo er 965–981 als Markgraf von Zeitz beurkundet ist. Die Familie war neben den Ekkehardinern, den Grafen von Kevernburg, den Grafen von Schwarzburg und den Grafen von Weimar ein weiteres mächtiges Grafengeschlecht im Thüringen des 10. bis 12. Jahrhunderts.

### Die Grafen von Bilstein

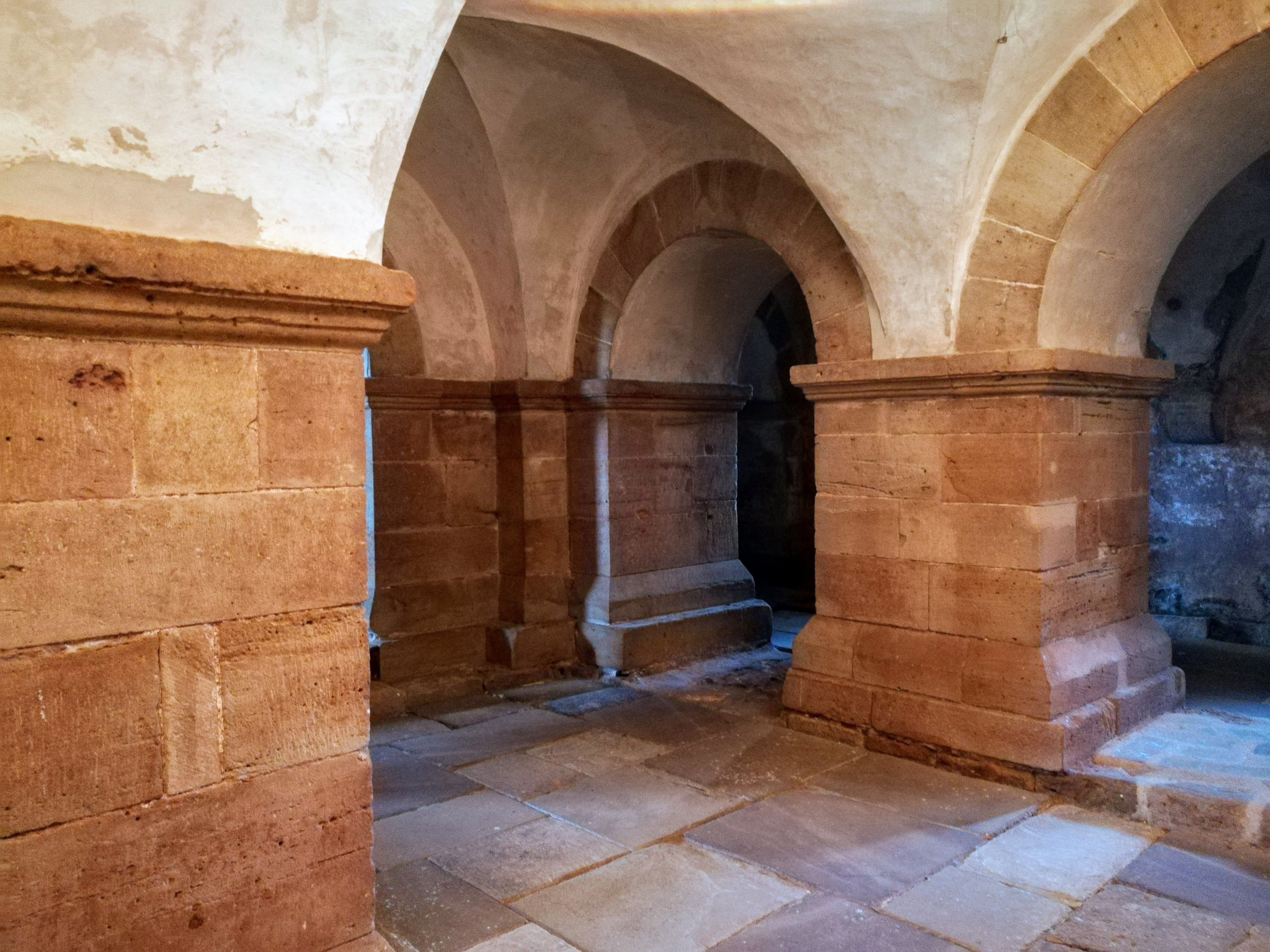
Grabkapelle derer von Bilstein in der Klosterkirche Abterode

Ihre Nachkommen nannten sich von etwa 1130 an nach ihrem Stammsitz, der Burg Bilstein, im Höllental westlich von Albungen, einem heutigen Ortsteil von Eschwege. Diese Burg soll um 1100 von ihnen selbst erbaut worden sein. In dieser Zeit gerieten sie in militärische Auseinandersetzungen mit den Grafen von Northeim, die um 1105/1110 den Grafen Rugger (Rüdiger) I. von Bilstein besiegt und die erste, noch schwach befestigte Burg Bielstein zerstört hatten. Der Nachfolger, Rugger II. von Bilstein, behauptete sich mit der neu erbauten Burg Bilstein und begann das Gebiet um die Burg, die Wälder am Hohen Meißner, als Rodungsherrschaft auszubauen. Er begründete zu diesem Zweck auch das Kloster Germerode, welches zum Hauskloster der Familiendynastie wurde. Der Leitname Bilsteiner wurde später rückwirkend auch auf die früheren Mitglieder der Familie angewandt.

### Burggrafenämter
Für die Ludowinger, den Landgrafen von Thüringen bestand im 12. Jahrhundert die Notwendigkeit, alle Aufgaben zur Verwaltung der Wartburg, insbesondere auch die ständige Sicherung und wehrtechnische Verbesserung der Festungsanlage, in die Hände eines Bevollmächtigten zu geben; dieser hatte das Amt eines Burggrafen der Wartburg inne. Mit den Grafen von Wartburg, die auch zeitgleich im frühen 13. Jahrhundert als Burggrafen von Brandenburg auf der benachbarten Brandenburg in Erscheinung treten, kam hier eine Seitenlinie der Grafen von Bilstein zu hohen Ehren, die nicht blutsverwandt mit der Familie der Ludowinger war.

### Niedergang und Ende
Graf Otto II. von Bilstein verkaufte 1301, mit Einwilligung seiner Frau Katharina, die bilsteinischen Lehen und danach auch seinen Allodialbesitz an Landgraf Heinrich I. von Hessen. Mit ihm starb 1306 das Grafengeschlecht aus.

### Verbindung zu anderen Adelsgeschlechtern
Es gibt Vermutungen, dass die Grafen von Bilstein mit den Edelherren von Bilstein in Westfalen verwandt waren.
Laut der Reinhardsbrunner Chronik des Mönchs Johannes Caput aus dem Kloster Ilfeld erbaute ein Elger von Bilstein an der Werra die Ilburg und nannte sich Graf von Ilfeld. 1162 vermählte sich ein Adeliger von Ilfeld mit Lutrude von Hohnstein und nannte sich danach Ilfeld-Hohnstein, dann ab 1182 nur noch von Hohnstein.

## Stammliste der Grafen von Bilstein
Wigger I. war vermutlich ein Sohn von Siegfried von Merseburg. Der erste Graf der sich „Graf von Bilstein“ nannte, war allerdings Rugger III. († nach 1141).
1. Wigger I. (* vor 965; † 981), Markgraf von Zeitz (965–981), Graf in der Germarmark (um Mühlhausen)
  1. Wigger II. (* um 955; † nach 1009), Graf in der Germarmark (981–1009)
    1. Rugger I. (* um 980; † nach 1025), Graf in der Germarmark (1009–1025), Begründer des Hauses von Bilstein an der Werra
      1. Wigger III., (* um 1005; † nach 1044), Graf in der Germarmark (1025–1044) und Graf im Engersgau (1034–1044); ⚭ Unbekannte Tochter des Grafen Gebhard von Gleiberg, Sohn von Heribert aus dem Geschlecht der Konradiner
        1. Rugger II. (I.) (* um 1023; † 1095), Graf von Bilstein (1044–1095); ⚭ Unbekannte Tochter des Grafen Werner III. von Gudensberg
          1. Kunigunde Gräfin von Gudensberg, ⚭ (vor 1098) Giso IV. von Gudensberg (* um 1070; † 12. März 1122); ⚭ (1123) Heinrich Raspe I. (* um 1095; † 1130)
          2. Rugger III. (II.) (* um 1080; † 1141), Graf von Bilstein (1095–1141)
            1. Otto I. († um 1170), Erbauer der Klosterkirche Germerode, Graf von Bilstein (1141–1170)
            2. Erpho III. († 1153), Graf von Bilstein (1141–1153)
              1. Giso († 1170), Graf von Bilstein (1153–1170)
                1. Wigger V. († 1205), Graf von Bilstein (1170–1205)
                  1. Erpho († nach 1200)
                  2. Widekind I. († 1236) Graf von Bilstein (1205–1236), ⚭ N.N von Schwarzfeld, Tochter von Burchard I. von Scharzfeld, Vogt des Klosters Pöhlde, urkundlich 1193 bis 1222
                    1. Widekind II., Graf von Bilstein
                      1. Otto II. († 1306), letzter Graf von Bilstein

                  3. Berta († 1220), ⚭ Graf Heinrich III. von Ziegenhain († 1250), 1196 Graf von Wegebach, 1201 Graf von Reichenbach, 1202 Graf von Ziegenhain
                  4. Burkhard
                  5. Otto

                2. Anton († 1188), Graf von Bilstein

              2. Gebhard († nach 1158), Graf von Bilstein

            3. Wigger IV. († nach 1148), Graf von Bilstein (1141–1153)
            4. Adelger I. († zwischen 1150 und 1154), Erbauer der Burg Ilburg und Graf von Ilfeld
              1. Adelger II. († nach 1182), 1182 Graf von Hohnstein, ⚭ Lutrude von Hohnstein → Nachfahren siehe Hohnstein (Adelsgeschlecht)

        2. Eberhard (Erpho I.) (* um 1025/1030; † 1093), Graf von Bilstein (1044–1093)
          1. Mathilde (* um 1050; † um 1093); ⚭ (1064) Kuno von Arnsburg (* um 1030; † nach 1093), Herr von Arnsburg, Reichsministerialer in der Wetterau (Hessen)
          2. Wigger V. (* um 1052; † nach 1093)

        3. Frideruna, (* um 1032; † vor dem 26. Juli 1107), Nonne in Helmarshausen
        4. Wigger IV. (* um 1035; † 1075), Vogt von Gerode (1069–1075)
          1. Erf (Erpho II.) (* vor 1075; † um 1112), Vogt von Gerode (1096–1103, 1106–1112), Vormund von Rugger III. und Kunigunde (1096)

        5. Gebhard (* um 1035)
        6. Heinrich († nach 1074), Graf um Eschwege, vermutlich von Bilstein
          1. Christian († 1093), Graf von Bilstein

    2. Erf (* um 982; † nach 1023), Graf in Thüringen